# Ferrovia Vaticana
La ferrovia Vaticana è una linea ferroviaria internazionale che collega la stazione di Roma San Pietro alla Città del Vaticano. La linea, lunga poco più di un chilometro di cui solo 200 metri in territorio vaticano, risulta essere la più breve ferrovia internazionale al mondo.

## Storia
La costruzione di una linea ferroviaria che collegasse la Città del Vaticano all'allora Regno d'Italia fu disposta dai Patti Lateranensi, firmati bilateralmente fra Italia e Vaticano l'11 febbraio 1929. Finanziati interamente dal Regno d'Italia, i lavori di realizzazione della Ferrovia Vaticana furono avviati già nell'aprile seguente e si conclusero in tre anni, dopo aver superato notevoli difficoltà sia in fase di redazione del progetto che durante la costruzione della strada ferrata. 
Il cantiere dei lavori iniziò il 3 aprile 1929 e venne chiuso con il collaudo finale dei binari, a termine lavori, avvenuto nel periodo marzo-aprile 1932 utilizzando la locomotiva a vapore 735-210.
Nel 1933 Italia e Vaticano stipularono una convenzione, accordandosi sulla gestione della linea: il binario che correva all'interno delle mura della Città del Vaticano passò in gestione alla Santa Sede, mentre la porzione di tracciato che si estendeva in territorio italiano passò alle Ferrovie dello Stato. L'inaugurazione della ferrovia avvenne due anni dopo i collaudi tecnici, nel 1934.
Negli anni la linea fu interessata quasi esclusivamente da traffico merci, oggi soppiantato dal trasporto su gomma. Occasionalmente la ferrovia ha effettuato anche servizio passeggeri: la prima volta fu l'11 aprile 1959, quando un convoglio speciale trasportò numerosi fedeli in occasione del trasferimento della salma di Pio X a Venezia. La ferrovia fu utilizzata da un pontefice per la prima volta il 4 ottobre 1962, quando Giovanni XXIII si recò in pellegrinaggio a Loreto e Assisi usufruendo del treno. Inizialmente costruita a doppio binario, durante la sistemazione degli impianti della ferrovia in vista del Giubileo del 2000 uno dei due binari è stato rimosso e in suo luogo è sorta una via pedonale, chiamata "Passeggiata del Gelsomino". A partire dal settembre 2015 la ferrovia espleta regolarmente servizio passeggeri: ogni sabato un treno collega la stazione di Città del Vaticano con le ville pontificie di Castel Gandolfo.
È stato presentato nel maggio 2025 presso il Ministero delle imprese e del made in Italy il volume "Pellegrini e spettatori, i Giubilei, il Treno, i Media", di Gianluca della Maggiore, insieme al presidente della fondazione M.A.C. (Memoriale Audiovisivo del Cattolicesimo) Viganò, con la collaborazione della Fondazione FS Italiane su quanto il cinema e il trasporto ferroviario hanno cambiato la chiesa verso la modernità soprattutto dal giubileo del 1933, in epoca fascista con il pontefice papa Pio XI e quello del 1950 col governo democristiano durante il papato pacelliano.

## Caratteristiche
La ferrovia è a scartamento ordinario ed è lunga complessivamente 1270 metri; escludendo le aste di manovra situate oltre le stazioni di Città del Vaticano e Roma San Pietro, la lunghezza della linea si riduce ad appena 624 m. Sulla linea, il cui armamento è costituito da rotaie da 36 kg/m, dal 27 settembre 2013 è attiva l'elettrificazione a 3000 volt a corrente continua lungo tutto il tratto italiano, così da consentire l'eliminazione della scorta degli elettrotreni con automotrici diesel e permettere di mantenere l'alimentazione anche durante la sosta. Il tracciato della ferrovia sconfina in territorio vaticano oltrepassando le mura leonine tramite un varco: dal dicembre 1933 tale accesso è sorvegliato da un cancello scorrevole in ferro, la cui apertura è comandata dalla Santa Sede.

Di particolare interesse è la stazione di Città del Vaticano: progettata dall'architetto Giuseppe Momo ed eretta fra il 1929 e il 1932, svolge regolarmente servizio passeggeri ed è adibita in parte a centro commerciale e in parte a museo. Il sontuoso fabbricato viaggiatori, in stile eclettico, possiede un rivestimento esterno in travertino e mostra nella sua facciata anteriore un pronao sorretto da pilastri rettangolari e colonne ioniche, sormontato dallo stemma di Pio XI sorretto dal Pensiero e dall'Azione, opera dello scultore Edoardo Rubino. La stazione è dotata di due binari passanti di cui solo uno servito da banchina, oltre ad un breve binario tronco.

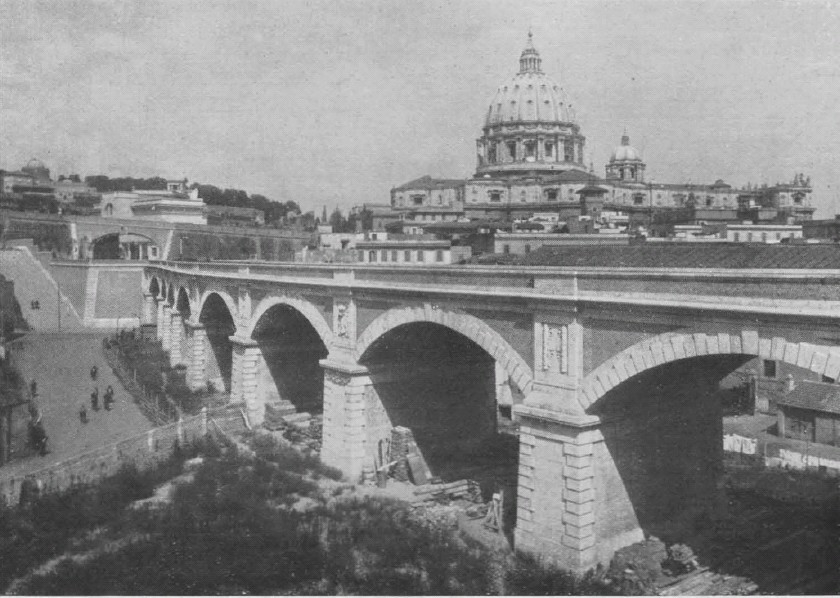
Il viadotto del Gelsomino in una fotografia del 1934; sullo sfondo è visibile la cupola di San Pietro

### Percorso
| Continuation backward |

| Unknown route-map component "lDSTRa@f" + Station on track |

|  | Unknown route-map component "DABZgl" | Unknown route-map component "DCONTfq" |

| Unknown route-map component "hDSTRea" |

| Unknown route-map component "hSKRZ-G4" |

| Unknown route-map component "hSKRZ-G1e" |

| Unknown route-map component "SPLa" |

| Unknown route-map component "dGRZq" | Unknown route-map component "vGRENZE" | Unknown route-map component "dGRZq" |

| Unknown route-map component "vHST-STR" |

| Unknown route-map component "vENDEa" | Unknown route-map component "vSTR" |  |

| Unknown route-map component "v-SHI2g+r" | Unknown route-map component "SPLe" |  |

| Unknown route-map component "v-SHI3l" | Unknown route-map component "SHI3g+r" + Unknown route-map component "PORTALf" |  |

| Unknown route-map component "tENDE@F" |

La linea diparte dalla stazione di Roma San Pietro, all'altezza dell'intersezione tra la ferrovia Tirrenica e la ferrovia Roma-Capranica-Viterbo. Allontanandosi dalla stazione romana in direzione nord-ovest, il binario segue una traiettoria rettilinea per circa 300 metri, volgendo poi a destra in direzione nord e attraversando la Valle del Gelsomino su di un viadotto a otto luci lungo 143 m. Dopo un rettilineo di 80 m, la linea entra nella Città del Vaticano tramite un varco nelle mura leonine, presso il quale è installato un portone scorrevole; in seguito la ferrovia descrive una curva policentrica di 220 m, lungo la quale si trova la stazione di Città del Vaticano, posta nelle vicinanze del Palazzo del Governatorato, non lontano dalla basilica di San Pietro. 

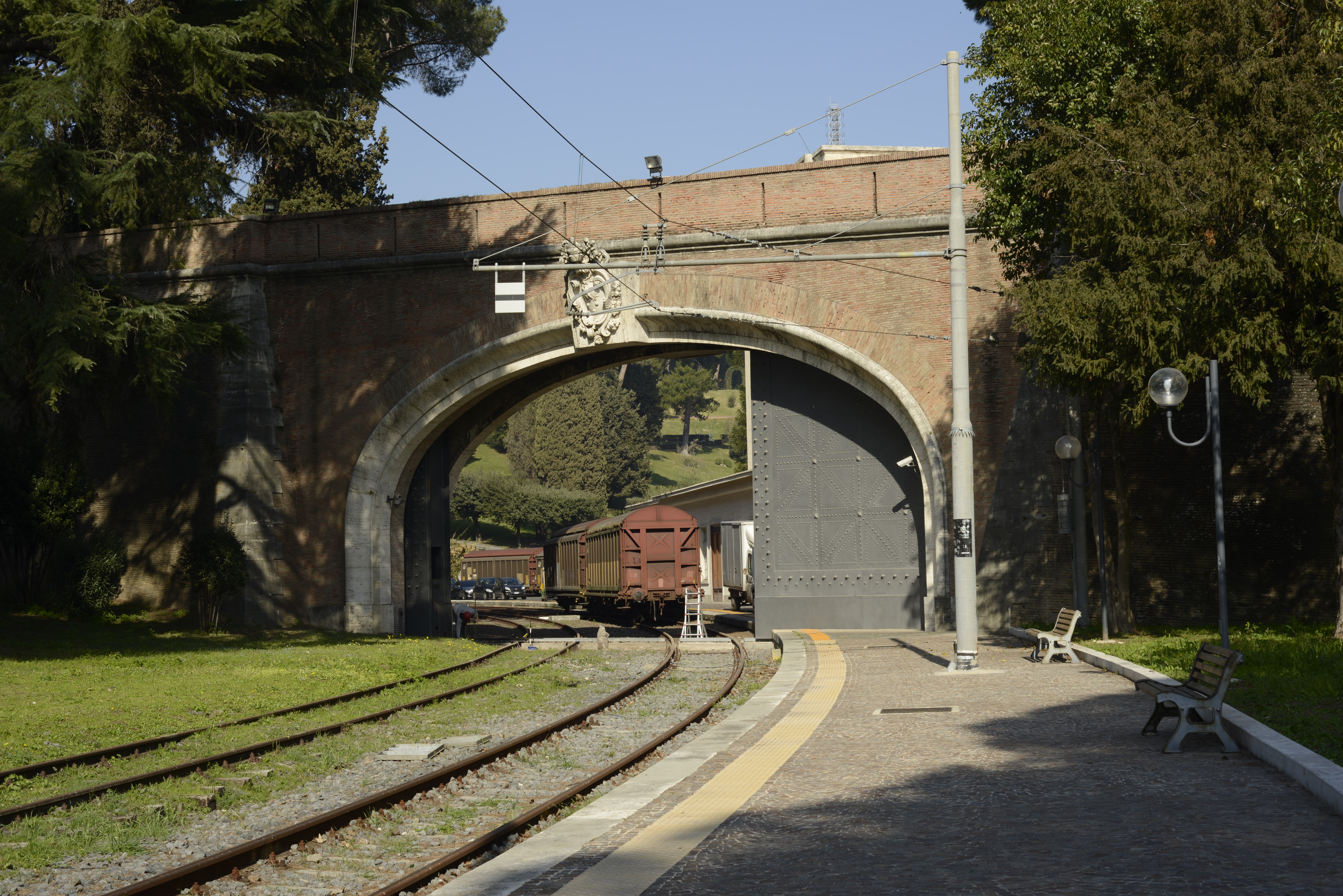
Il portone scorrevole (sorvegliato da una telecamera) dove appena prima, in territorio italiano, si interrompe la catenaria contrappesata con la tipica segnalazione sul palo della linea nera orizzontale indicante il tratto da percorrere già da 500 mt.a pantografi abbassati.

Successivamente il binario prosegue nuovamente in rettilineo per 110 m e termina all'interno di una galleria senza uscita, lunga 97 m, utilizzata come asta di manovra.

## Galleria d'immagini

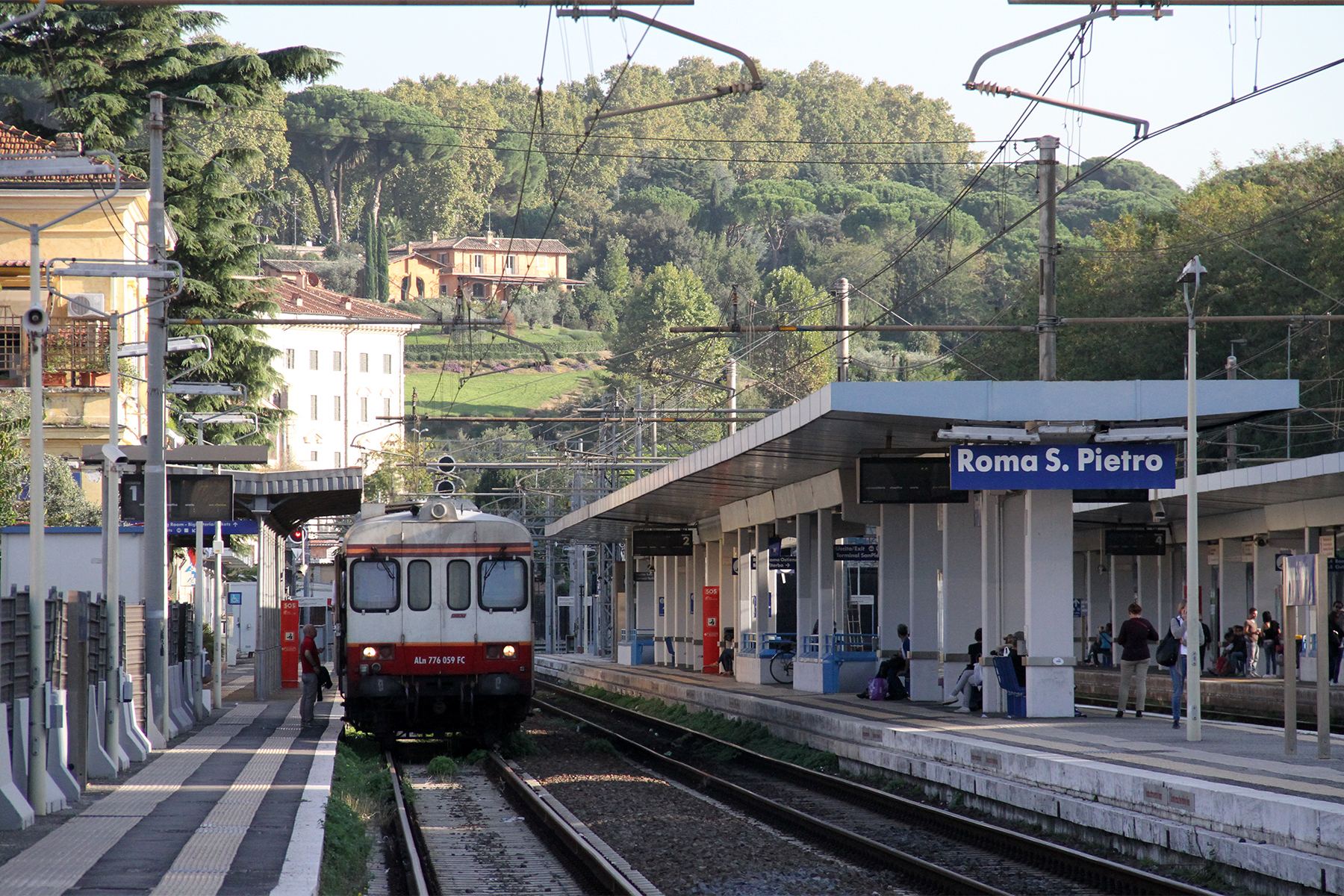
La stazione di Roma San Pietro
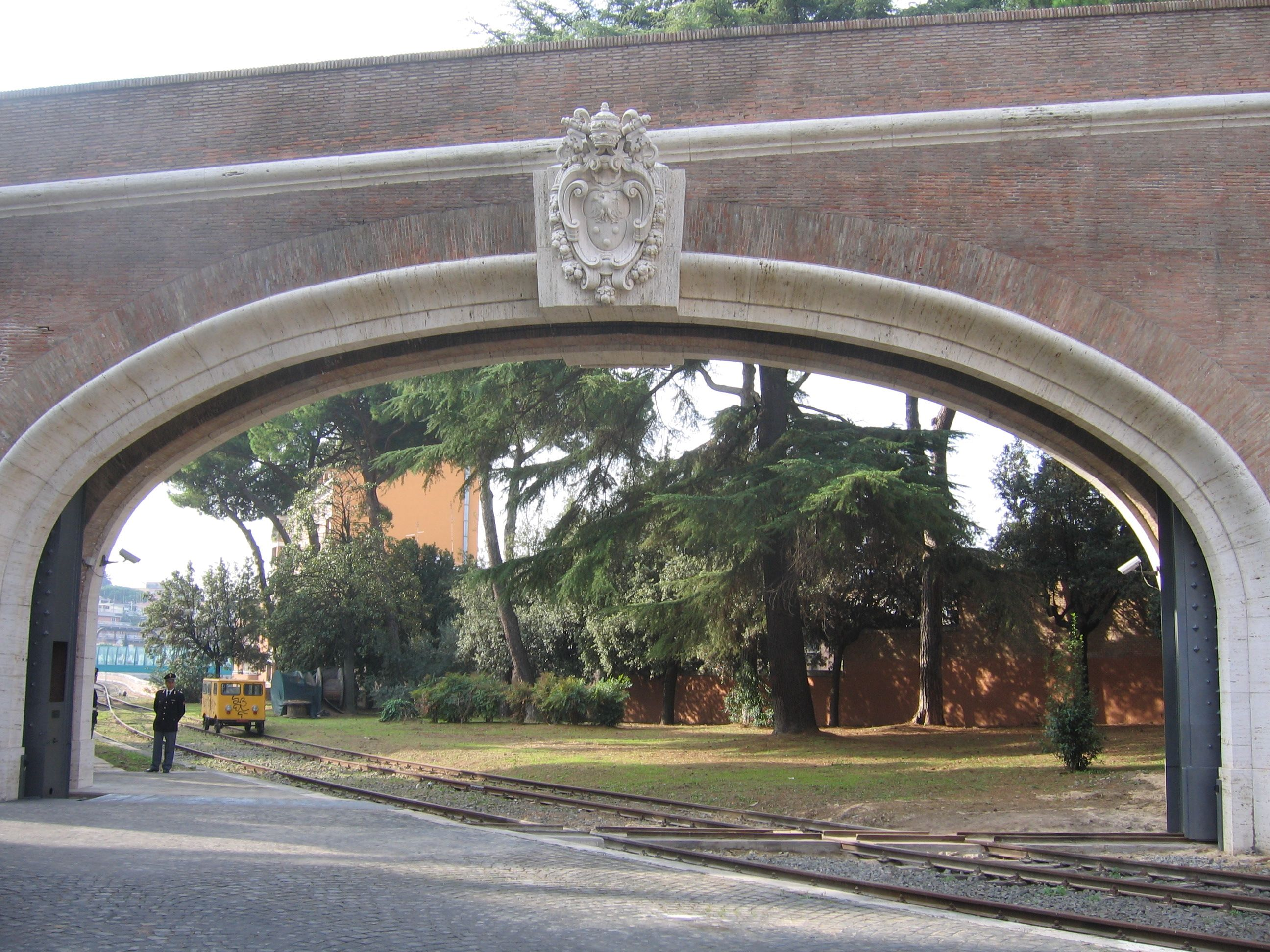
Il varco nelle mura leonine visto dall'interno della Città del Vaticano
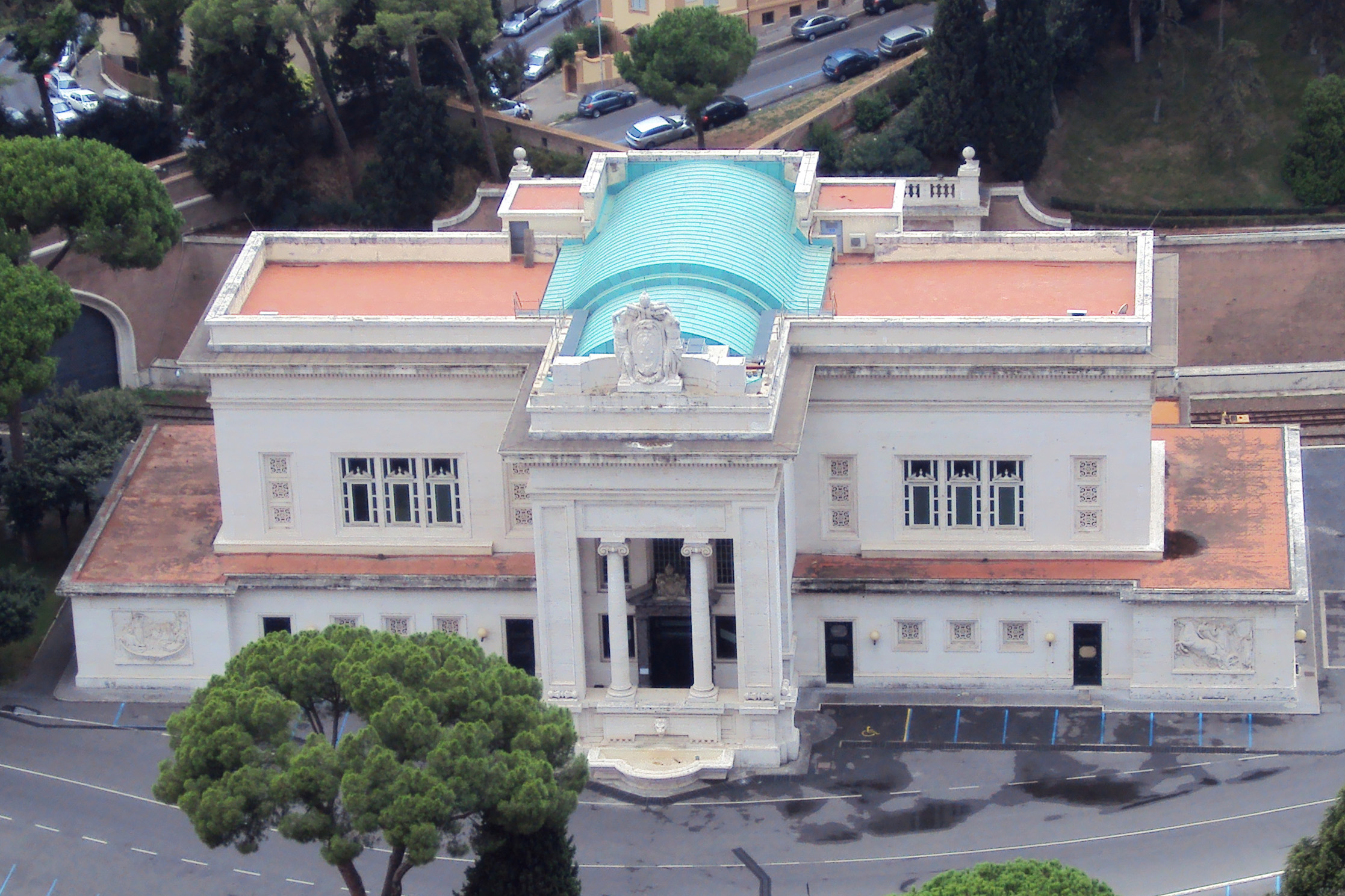
La stazione di Città del Vaticano
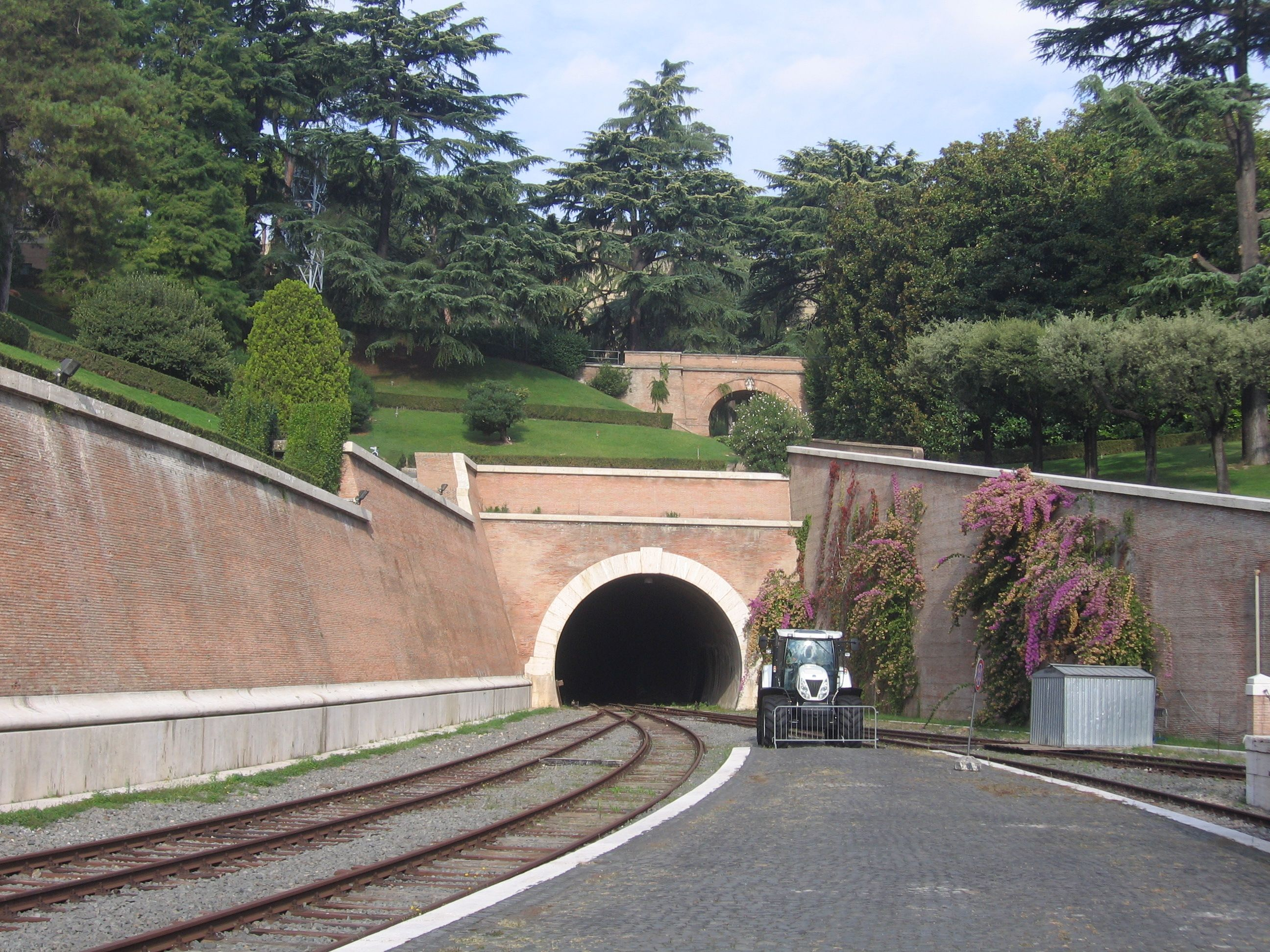
La galleria dove termina il binario in territorio vaticano
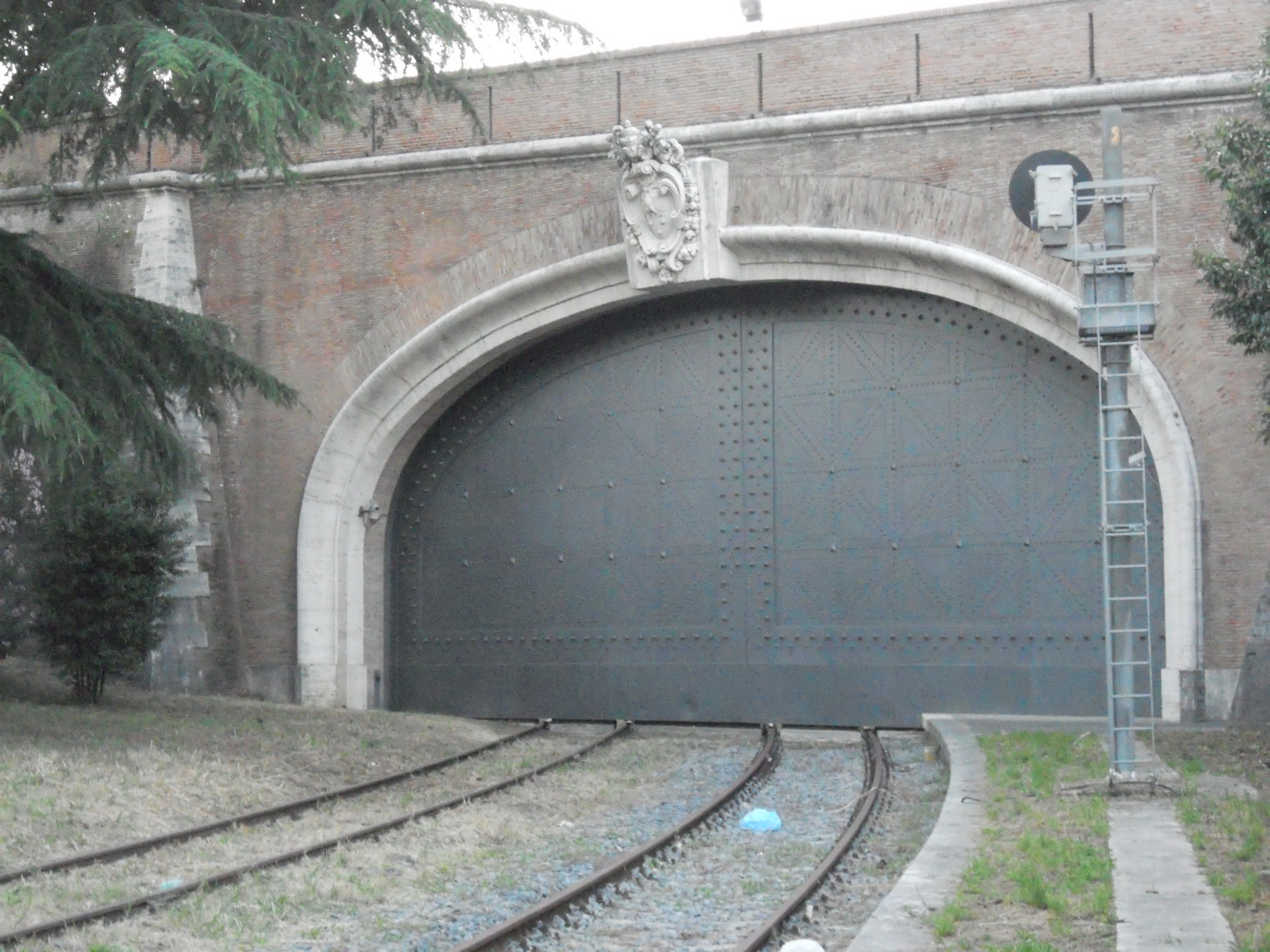
Prima dell'elettrificazione: dettaglio del portone scorrevole chiuso costituente il varco nelle mura leonine nel tratto con il semaforo (nel territorio italiano) rivolto verso il Vaticano. Con la posa del palo della catenaria è stato smantellato